# آل (فیلم)
آل فیلمی سینمایی در سبک ترسناک به کارگردانی بهرام بهرامیان، نویسندگی بهرام عظیمی و تهیه‌کنندگی علی معلم محصول سال ۱۳۸۸ است.

## خلاصه فیلم
مهندس جوانی از طرف هیئت‌مدیره شرکت محل کارش، همراه زن باردار خود عازم یک مأموریت کاری در ایروان می‌شود. به تدریج روزهای آفتابی این زوج، جای خود را به روزهای تیره می‌دهد. حوادثی در راه است.

## بازیگران
| بازیگر          | نقش           |
| --------------- | ------------- |
| مصطفی زمانی     | سینا          |
| آنا نعمتی       | الهه کامرانی  |
| همایون ارشادی   | ساموئل        |
| هنگامه حمیدزاده | فریبا         |
| کیتوش آرزویان   | آلوارت        |
| سونیا کاتوزیان  | لیلین         |
| لیزا عزیزیان    | مادر لیلین    |
| علی معلم        | دکتر روانپزشک |

## جوایز
- فرشاد محمدی جایزه بهترین فیلمبرداری در سومین جشنواره فیلم‌های ایرانی تورنتو
- جواد جلالی نامزد دریافت سیمرغ بلورین بهترین عکس صحنه بیست و نهمین جشنواره فیلم فجر[۱]
- جواد جلالی نامزد دریافت سیمرغ بلورین بهترین عکس پشت صحنه بیست و نهمین جشنواره فیلم فجر
- بهزاد عبدی برنده سیمرغ بلورین بهترین موسیقی بیست و نهمین جشنواره فیلم فجر